# Canción de Alicia en el país
«Canción de Alicia en el país» es una canción de Charly García, grabada por Serú Girán e incluida en el álbum Bicicleta de 1980, cuando la Argentina atravesaba por los últimos años de la última dictadura militar. 
La canción de rock argentino hace referencia a la última dictadura militar, originalmente compuesta para una película, luego reformada con la intención de reflejar la realidad vivida en los 70. El autor intentó evitar que su tema fuera censurado por el gobierno trazando metáforas con la novela Alicia en el país de las maravillas (1865) de Lewis Carroll.

## Historia
En el año 1976 el artista plástico Eduardo Plá estrena su primer y único largometraje: "Alicia en el país de las maravillas". Para que realice la canción de la película, se pone en contacto, en 1973, con Charly García. Según consta en los créditos del film “Canción de Alicia en el país” se llamaba, por ese entonces, sencillamente, “Alicia”, y dentro de la transición del nombre del autor de Carlos Alberto a Charly, se hallaba en la etapa donde aún era “Charlie”.
Esta primera versión de “Canción de Alicia en el país” contará con otra singularidad: no es cantada por Charly. A pesar de no estar escrito su nombre en ningún lado de la película, quien la interpreta es Raúl Porchetto, amigo de Charly García.

## Letra
La canción presenta frases como  «Se acabó ese juego que te hacía feliz», «No cuentes lo que viste en los jardines, el sueño acabó»,  «Enciende los candiles que los brujos piensan en volver a nublarnos el camino» y «un río de cabezas aplastadas por el mismo pie juegan cricket bajo la luna» que intentan reflejar el contexto de Argentina entre 1976 y 1983.
| CANCIÓN DE ALICIA EN EL PAÍS                                                                    | La omisión de "de las maravillas" en el título es una ironía oculta. |
| Quién sabe, Alicia, este país no estuvo hecho porque sí                                         | "Alicia" representa genéricamente al pueblo argentino. |
| te vas a ir, vas a salir, pero te quedas, ¿dónde más vas a ir?                                  | Los que eran perseguidos se exiliaban en el exterior si podían. |
| Y es que aquí sabes el trabalenguas, trabalenguas, el asesino te asesina y es mucho para ti.    | La confusión reinante y los crímenes de la dictadura. |
| Se acabó este juego que te hacía feliz.                                                         | Fin de la democracia y la participación. |
| No cuentes lo que viste en los jardines, el sueño acabó                                         | Hace referencia al hecho de que aquellos que eran secuestrados y liberados durante la dictadura no podían contar lo que sucedía en los Centros Clandestinos de detención. |
| Ya no hay morsas ni tortugas                                                                    | Alternancia entre gobiernos democráticos y golpes militares ("la morsa" era el apodo del General Onganía, presidente de facto que reemplazó a Arturo Illia, apodado "la tortuga"). |
| Un río de cabezas aplastadas por un mismo pie juega cricket bajo la luna.                       | La represión orquestada por el gobierno militar. Esta imagen se puede asociar a la tapa del disco de Genesis "Nursery Cryme", y la luna a que la represión y el secuestro de los opositores se realizaba principalmente de noche. |
| Estamos en la tierra de nadie, pero es mía                                                      | El país no tiene dueño, pero el gobierno de facto se adueña de él como propio. |
| Los inocentes son los culpables, dice su señoría el Rey de Espadas.                             | No hay justicia; el gobierno decide a quién se lleva sin importar culpabilidad o inocencia. El Rey de Espadas representa el poder militar, y es la cara del Teniente Viola (general en jefe del Ejército y segundo presidente de facto que reemplazó a Videla). |
| No cuentes lo que hay detrás de aquel espejo, no tendrás poder, ni abogados, ni testigos        | Nueva referencia a que no se podía hablar con libertad; la represión decidía arbitrariamente que alguien debía ser "chupado" y entonces quedaba fuera del circuito judicial. |
| Enciende los candiles que los brujos piensan en volver a nublarnos el camino.                   | Referencia a José López Rega, apodado "el brujo", secretario personal de Juan Domingo Perón, y Ministro de Bienestar Social durante todos los gobiernos peronistas entre 1973 a 1976. Fundador de la organización terrorista peronista "Triple A", que elaboró listas negras con amenazas de muerte a artistas y personajes de la cultura, y persiguió y asesinó a militantes de izquierda revolucionaria y de la heterodoxia oficialista. |
| Estamos en la tierra de todos, en la vida; sobre el pasado y sobre el futuro, ruina sobre ruina | Quiere abrir la mirada: podemos vivir todos juntos en paz. Pero nuestra historia está llena de enfrentamientos, persecuciones, ruinas. La letra tiene semejanza con el texto de la tesis IX de las Tesis sobre el concepto de historia de Walter Benjamin, que hace referencia al intento del Ángel de la Historia por procurar la redención de los vencidos: "Su rostro está vuelto hacia el pasado. Donde se nos presenta una cadena de acontecimientos, él no ve sino una sola y única catástrofe, que no deja de amontonar ruinas sobre ruinas y las arroja a sus pies. Querría demorarse, despertar a los muertos y reparar lo destruido". |
| Querida Alicia.                                                                                 | |
| Se acabó este juego que te hacía feliz.                                                         | |

## Posicionamiento en listas
| Canción de Alicia en el País | 1                                                                              | 3 | 4 | 1 | 1 | 1 | 1 | 1 | 14 |
| Canción de Alicia en el País | «—» indica que el sencillo no fue lanzado o no se posicionó en ese territorio. |   |   |   |   |   |   |   |    |

## Créditos
- Charly García: piano y voz.
- David Lebón: guitarra y coros
- Pedro Aznar: bajo eléctrico, teclados y coros.
- Oscar Moro: batería y percusión.